# Tillmanns-Park

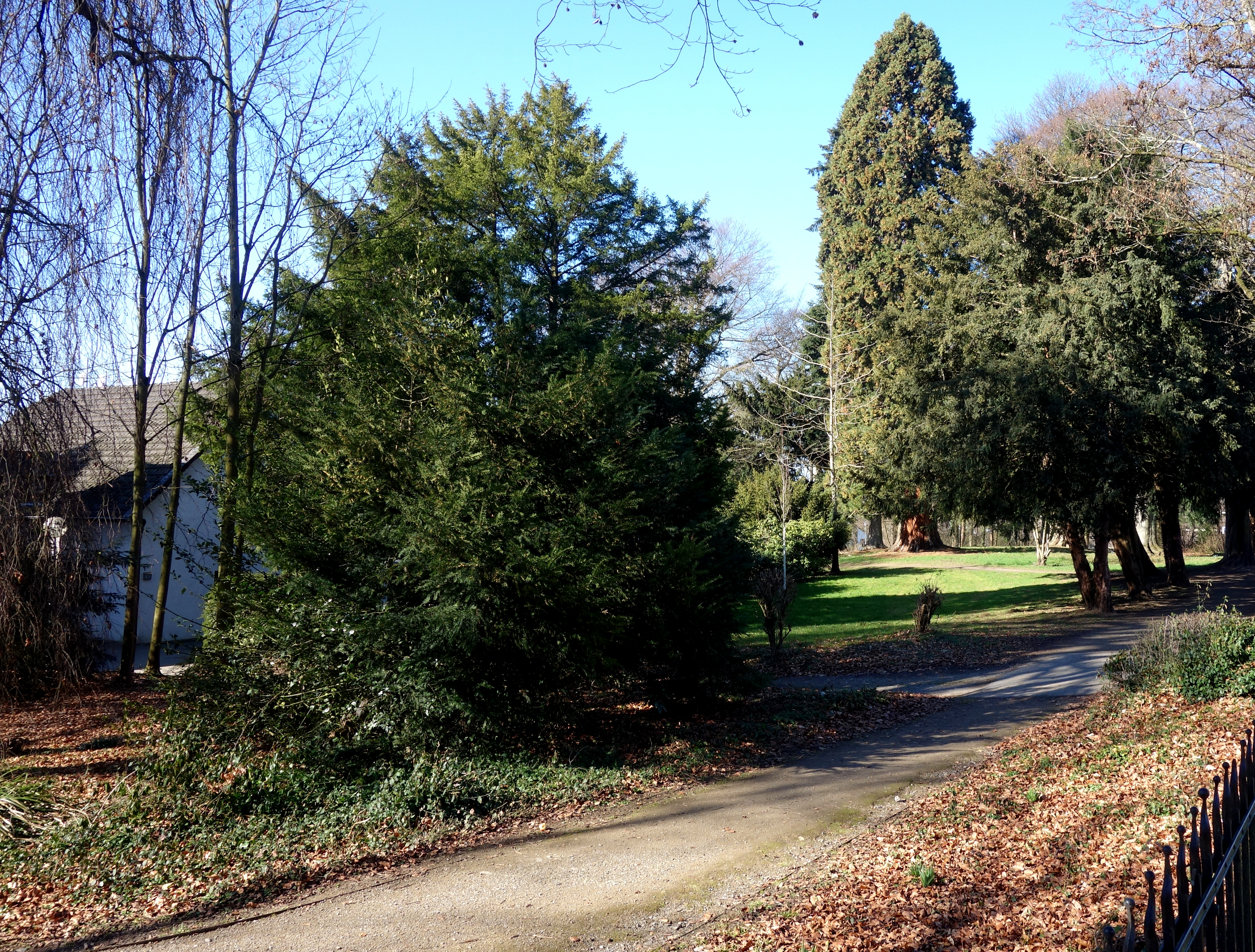
Tillmanns-Park (Eingangsbereich mit dem Mammutbaum im Hintergrund)

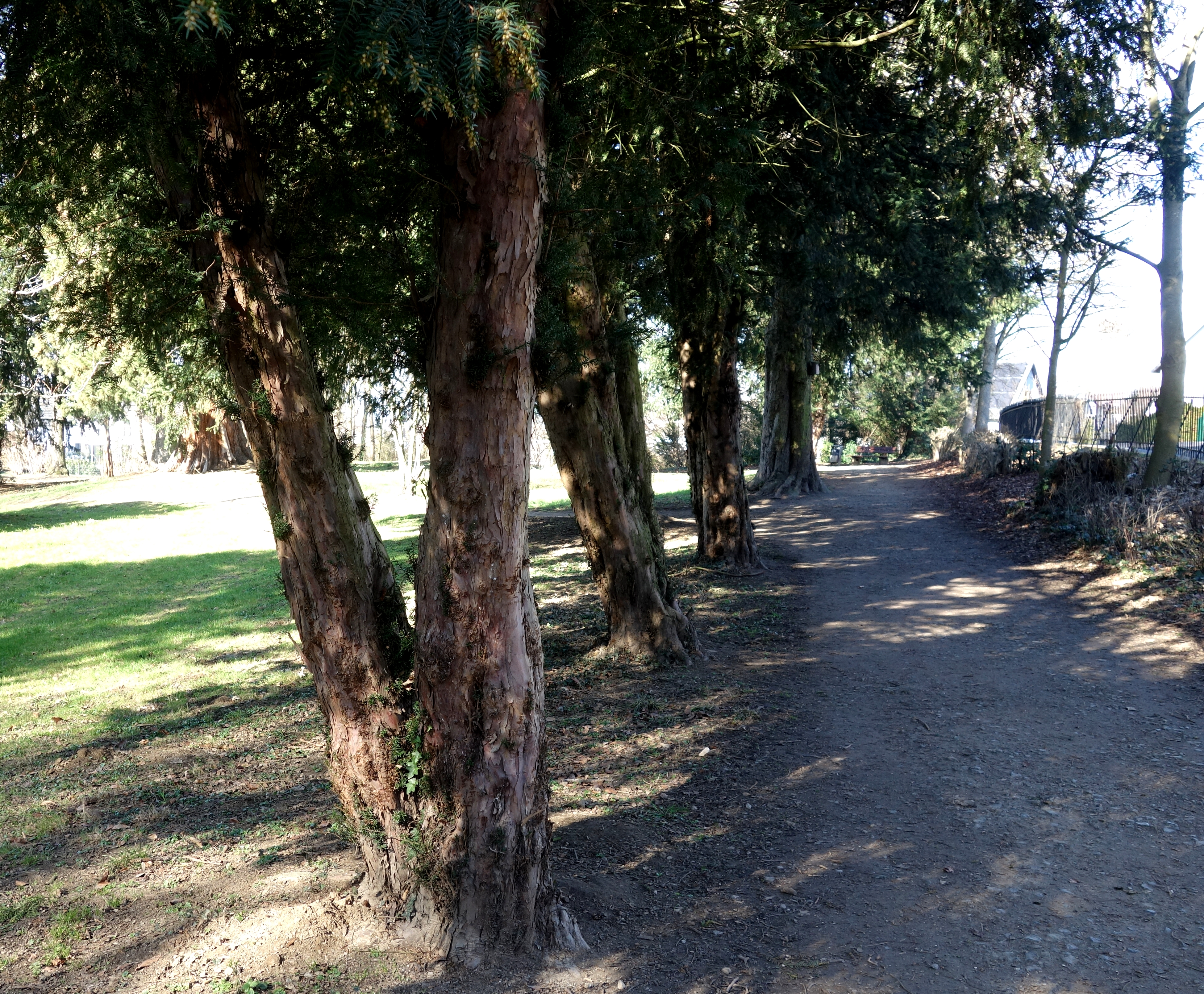
Eibenallee

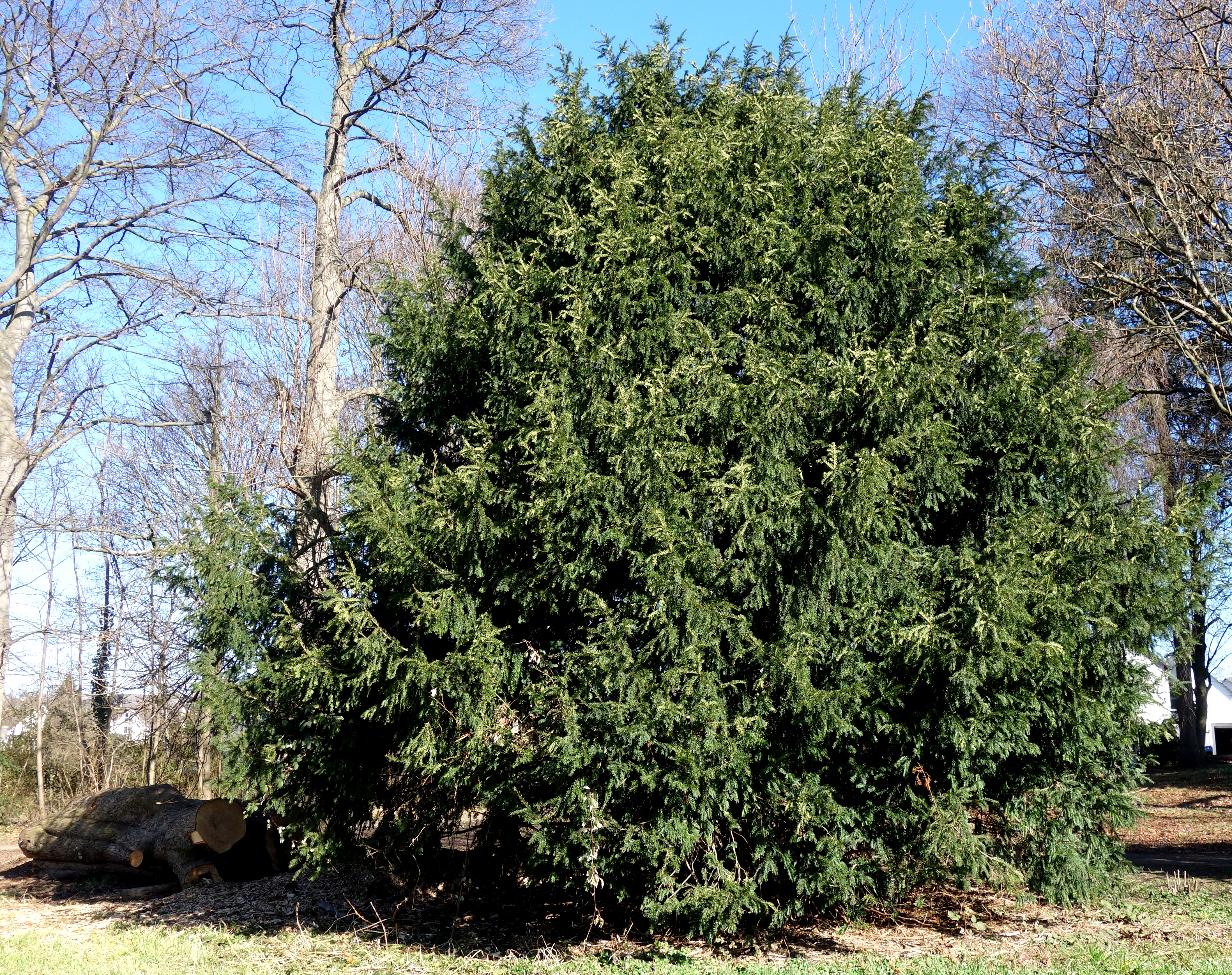
Großer Eibenbusch

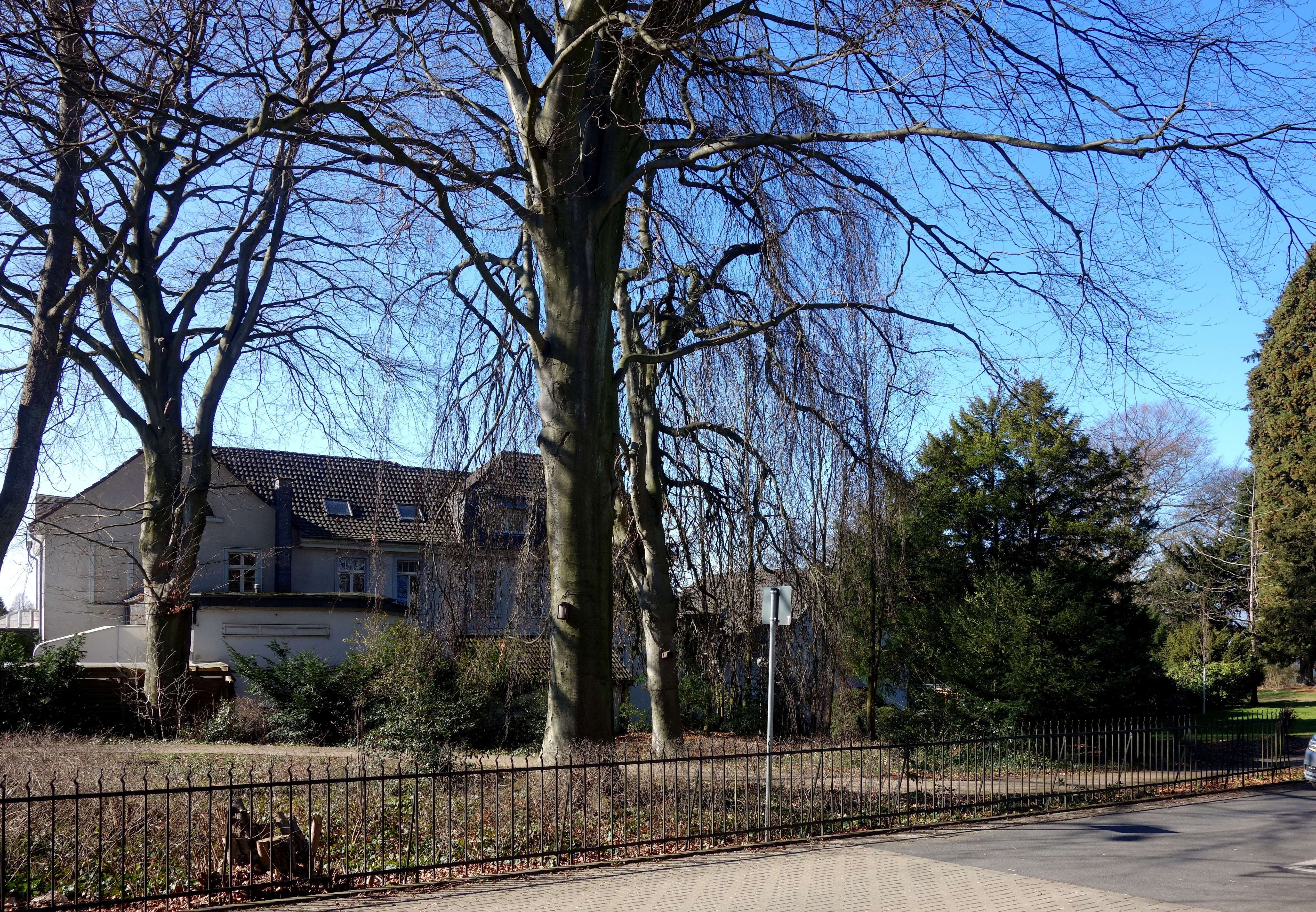
Alte Parkvilla

Der Tillmanns-Park ist ein ehemaliger Privatgarten der Fabrikantenfamilie Tillmanns. Der 0,6 Hektar große Park befindet sich im Stadtteil Bergisch Neukirchen der kreisfreien Stadt Leverkusen in Nordrhein-Westfalen. Er liegt hinter einem kleinen Parkplatz gegenüber dem Bergisch Neukirchener Friedhof.

## Gestaltung nach dem Vorbild englischer Landschaftsgärten
Wie fast alle historischen Landschaftsparks in Leverkusen so ist auch der Tillmanns-Park nach dem Vorbild englischer Landschaftsgärten angelegt. Im Unterschied zu den Barockgärten mit ihren großen geometrisch angelegten Blumenbeeten und Wegen, präzise geschnittenen Hecken und gestutzten Bäumen findet man in den klassischen englischen Landschaftsgärten weder Beete noch geometrische Formen. Stattdessen ist das Erscheinungsbild solcher Anlagen geprägt von offenen Rasenflächen, geschwungenen Wegen und Wasserläufen, leichten Höhenunterschieden, Sichtachsen und einem artenreichen Baumbestand, häufig mit Solitärbäumen als Blickfang, wodurch Naturnähe vermittelt wird.

## Baumbestand
Im Tillmanns-Park wachsen neben heimischen Gehölzen auch exotische Bäume. Um einen immergrünen nordamerikanischen Mammutbaum, der als Naturdenkmal gelistet ist, reihen sich eine Sumpfzypresse, Ginkgobäume, eine Trauerbuche, mehrere Blutbuchen sowie Hemlocktannen und Taxus. Auch der im Herbst rot leuchtende Amberbaum ist vertreten.
An vielen Bäumen befinden sich Nistkästen, welche der Deutsche Bund für Vogelschutz anbringen ließ und die auch von Fledermäusen genutzt werden.

## Geschichte
Um 1900 war die Fabrikantenfamilie Tillmanns der wichtigste Arbeitgeber für die Gemeinden Quettingen, Lützenkirchen und Bergisch Neukirchen und beschäftigte rund 600 Mitarbeiter. Den nach ihr benannten Tillmanns-Park ließ der Fabrikantensohn Max Tillmanns (1869–1933) im Jahre 1910 nach dem Vorbild des englischen Landschaftsgartens anlegen. Sein Vater, der Fabrikant Johann Abraham Tillmanns (1824–1883), war mit seiner Fabrik für Kleineisenteile damals mit 250 Beschäftigten der größte Arbeitgeber in Bergisch Neukirchen.
In den 1980er Jahren ging der Park in den Besitz der Stadt Leverkusen über, die ihn in den 1990er Jahren von Grund auf sanierte. Wildwuchs wurde entfernt, der Baumbestand ergänzt, das Wegenetz erneuert und teilweise erweitert, Sitzbereiche geschaffen, der Eingangsbereich neu gestaltet und der schmiedeeiserne Zaun restauriert. Die ursprünglichen Sichtachsen wurden wiederhergestellt und Rhododendren versetzt, so dass man seitdem wieder einen freien Blick auf den alten Baumbestand hat.
Seit einer erneuten Sanierung im Jahre 2009 ist der ursprüngliche Charakter des Parks als gestalteter Landschaftsgarten wieder sichtbar.

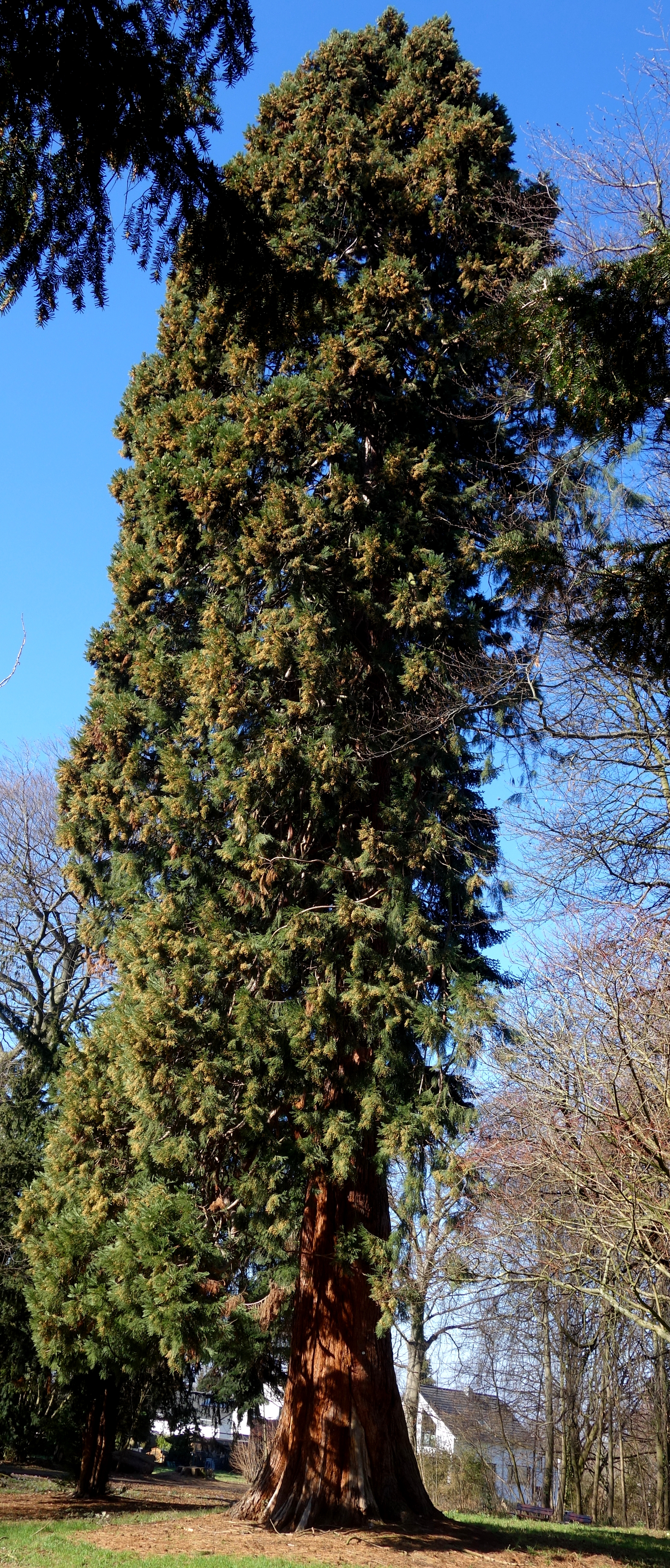
Mammutbaum
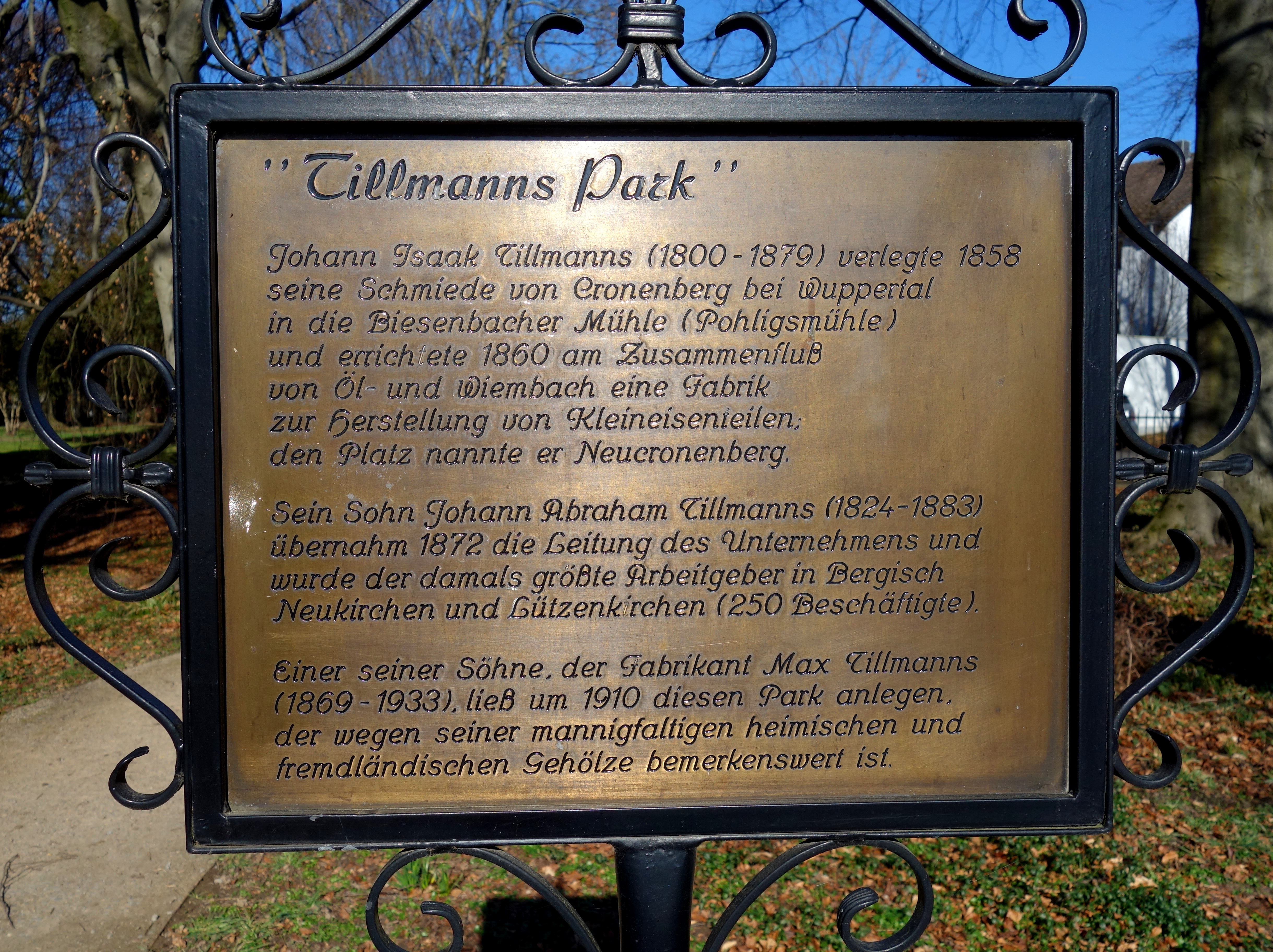
Messing-Informationstafel
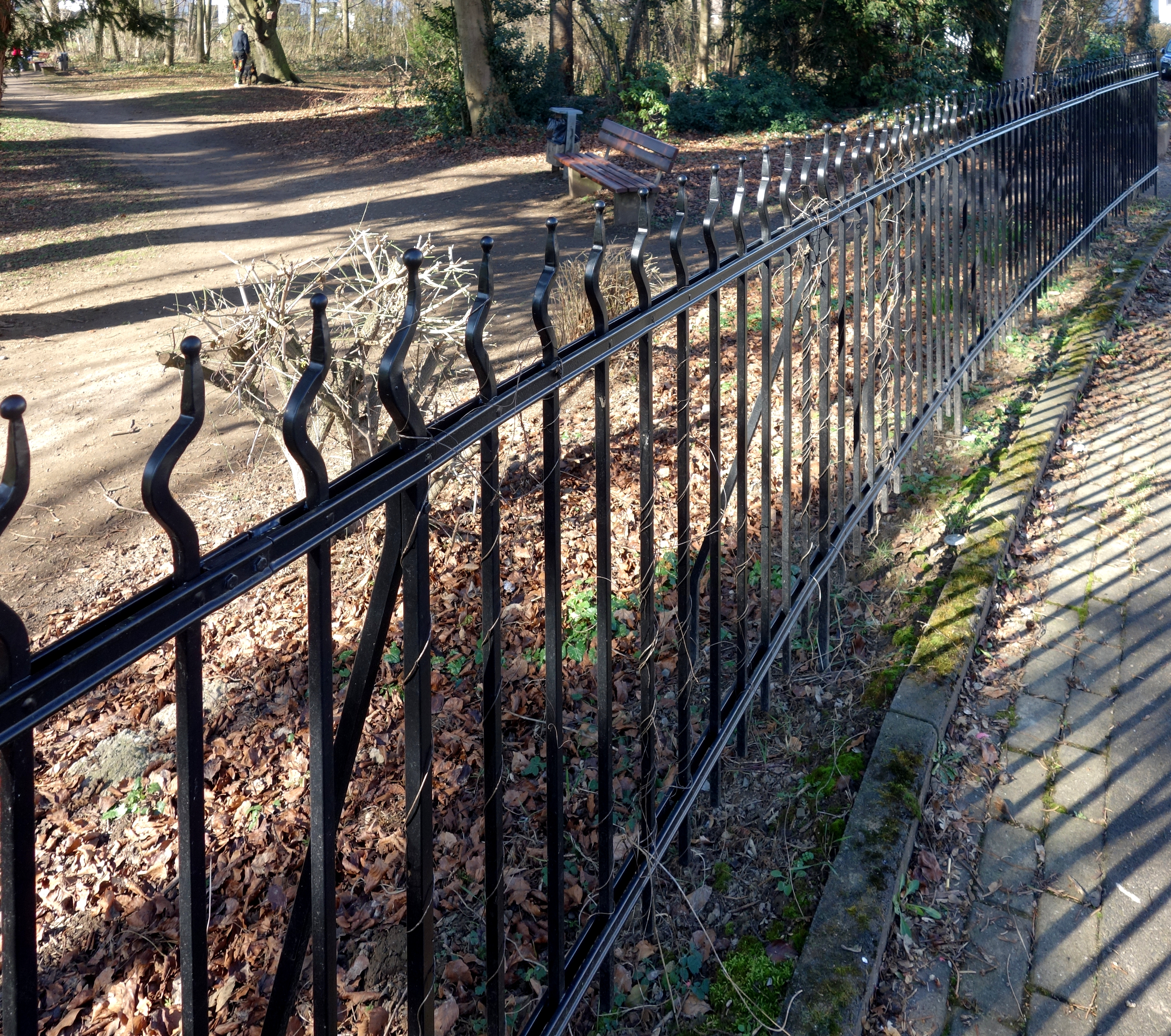
Schmiedeeiserner Zaun